# ノートルダム・ド・ヴィ
ノートルダム・ド・ヴィ（日本名：いのちの聖母会）は、カトリック教会、カルメル会系の在俗会。

## 沿革
ノートルダム・ド・ヴィは1932年、カルメル会士、福者幼きイエスのマリー・エウジェンヌ神父（2017年11月19日の列福以降、名称をマリー＝ユジェーヌ神父と変更）（本名：アンリ・グリアルー、1894年 - 1967年）により創立された在俗会（Secular Institute)である。この会は、奉献された信徒と司祭からなり、現在、女性の部、男性の部、司祭の部の3部が１つの会を構成している。女性の部と男性の部の会員は、社会の中で職業に就きながら、カルメル会の霊性を生きる。
会は教皇庁により1962年に認可され、ヨーロッパ、アジア、南北アメリカなどの全世界に広がっている。

## 参考資料
- 公式ホームページより